# دنیل پلهام
دانیل پلهام (انگلیسی: Danielle Pelham؛ متولد ۱۹ دسامبر ۱۹۸۴) یک تکواندوکار آمریکایی است.
او در مسابقات قهرمانی تکواندو جهان ۲۰۰۹ در کپنهاگ، با شکست دادن ائودا کارییس در نیمه نهایی و ساریتا فونگسری در بازی نهایی، یک مدال طلا در دسته سبک‌وزن (خروس‌وزن) به دست آورد.